# Colegiul Național Johannes Honterus din Brașov

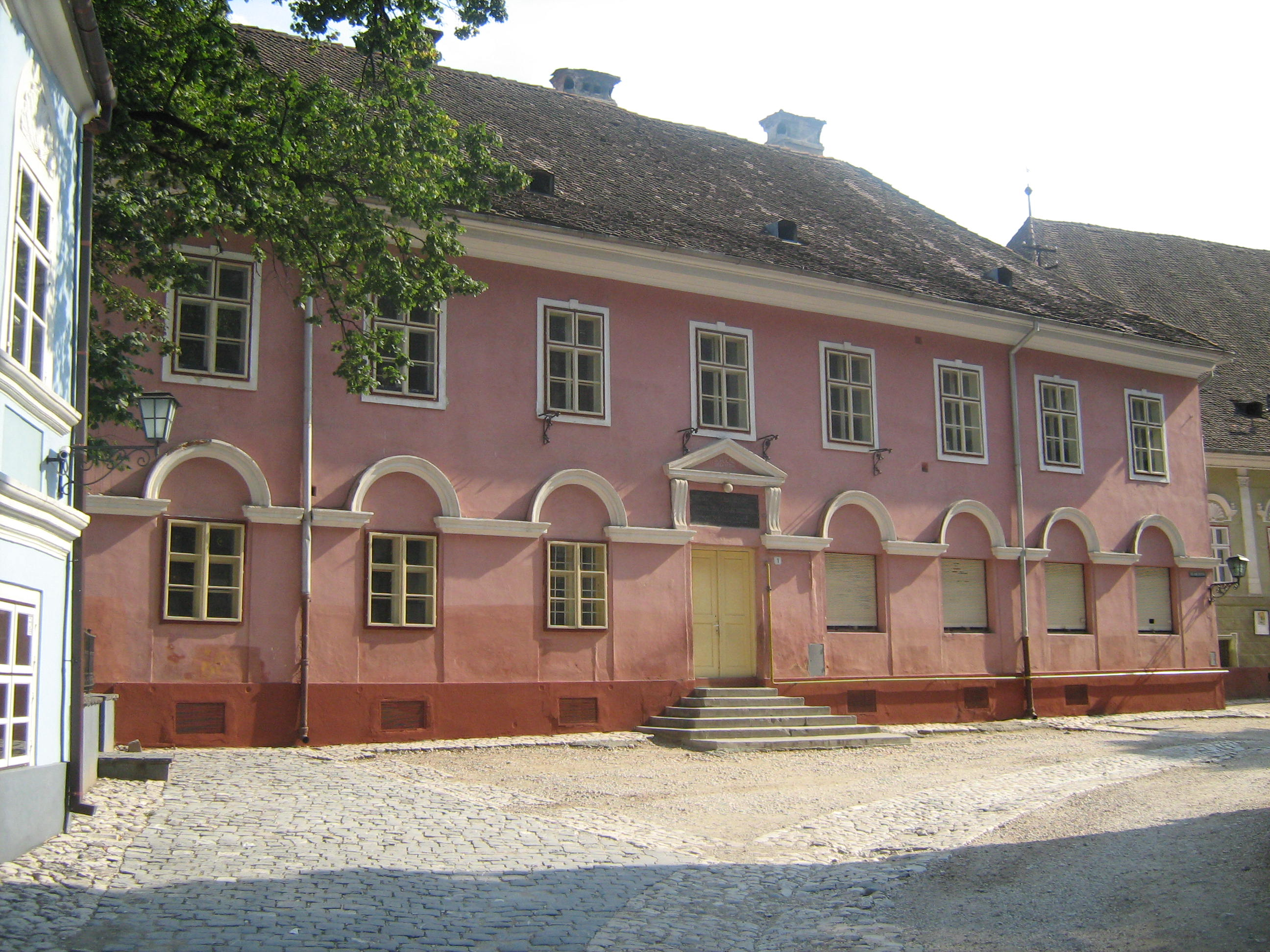
Clădirea veche

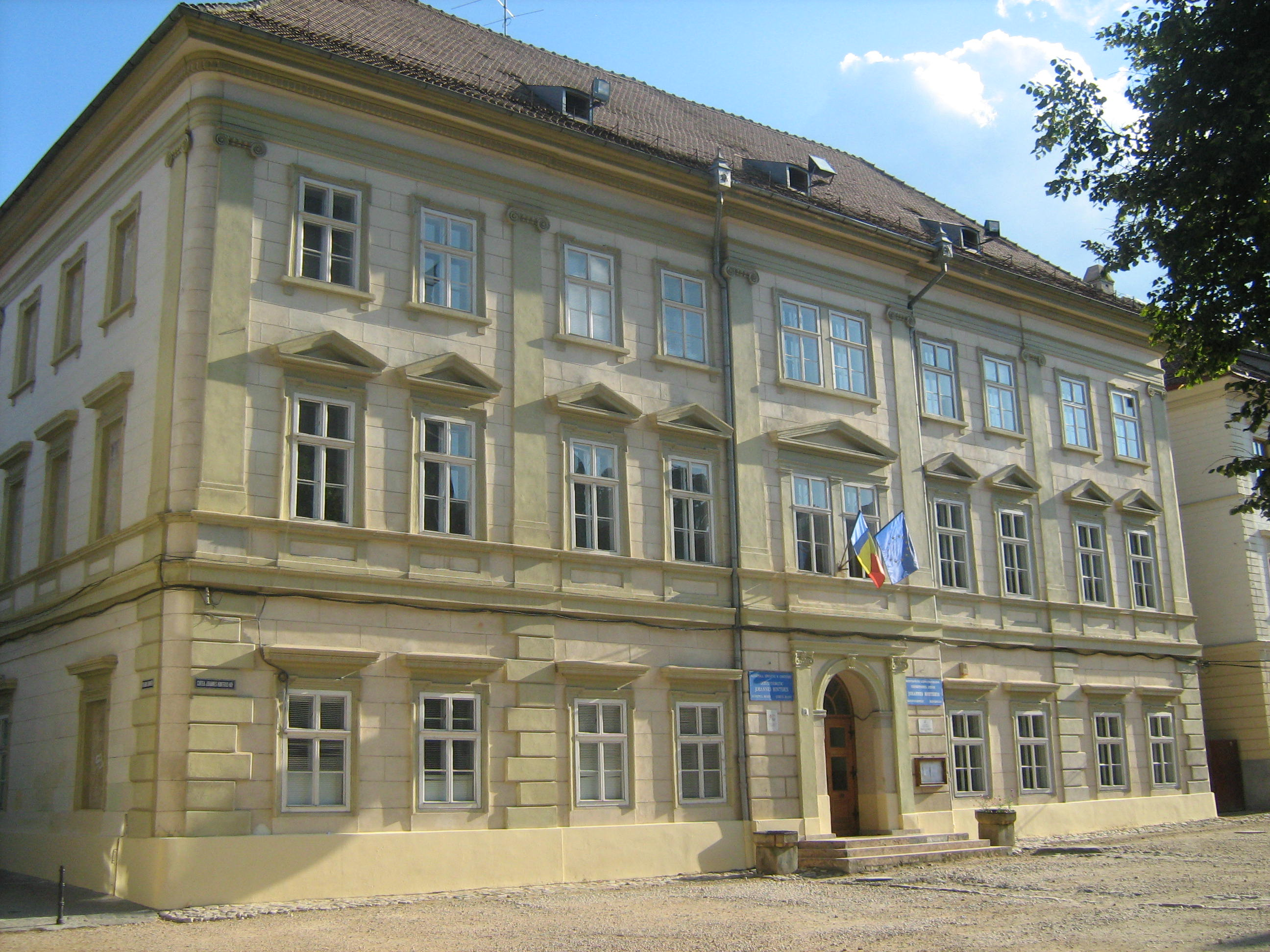
Corpul „B”

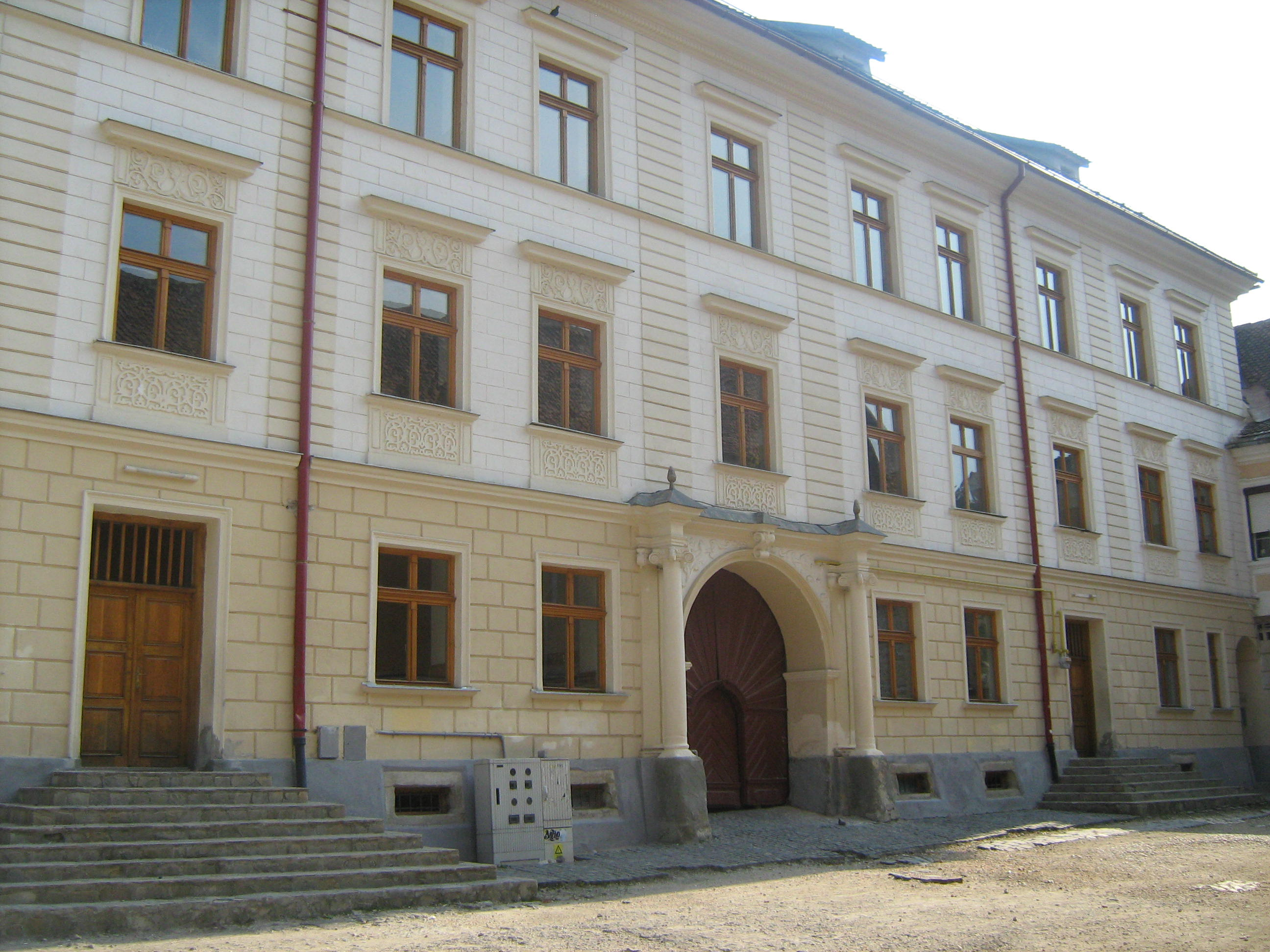
Corpul „C”

Colegiul Național Johannes Honterus din Brașov este una din cele mai vechi instituții de învățământ de pe teritoriul actual al României, atestat din 1541 ca gimnaziu superior evanghelic săsesc, cu predare în limba germană. Sediul se află în imediata vecinătate a Bisericii Negre.
Corpul B al Colegiului Național „Johannes Honterus" se situează spre sud de Biserica Neagră, pe locul primei școli umaniste înființate de către Johannes Honterus care i-a pus piatra de temelie la 26 aprilie 1541. În urma cutremurului din 1738 clădirea a suferit pagube mari și a fost reconstruită în anii 1743-1748. În anii 1834-1835 edificiul a fost extins cu încă două etaje, după planurile arhitectului Andreas Dieners. În perioada 1918-1939, la etajul al doilea al corpului B și C al Liceului „Honterus” a funcționat Muzeul Săsesc al Țării Bârsei (în germană Burzenländer Sächsisches Museum). În prezent, corpurile B și C sunt declarate monumente istorice cu codul LMI BV-II-m-A-11415, respectiv BV-II-m-A-11417.
Un corp nou de clădire a fost dat în funcțiune în anul 1912, în afara zidurilor cetății, lângă Turnul Negru din Brașov.
În anul 1948 liceul a fost expropriat Bisericii Evanghelice de Confesiune Augustană din România și transformat în liceu de stat, cu numele „Liceul Nr. 2.”
Titlul de „colegiu național” a fost acordat instituției în septembrie 2019, până atunci aceasta fiind liceu.

## Istoric
Din 1720 până în 1743 directorul colegiului a fost Johann Filstich, cu studii la Halle și Leipzig, traducător în germană al Letopisețului Cantacuzinesc.
În 1948 conducerea liceului Honterus a fost informată că ar putea să se mute în clădirea fostului liceu de fete de lângă Poarta Ecaterinei. Această clădire fusese rechiziționată în 1945 de Armata Roșie spre a o folosi ca spital militar. La începutul vacanței de vară, profesorii și elevii liceului Honterus au igienizat clădirea fostului spital militar spre a putea începe următorul an școlar în acest local. La începutul noului an școlar, autoritățile române au rechiziționat și ele clădirea igienizată și au predat-o spre folosință Institutului de Silvicultură. 
În prezent Colegiul Național Honterus funcționează în vechea sa clădire renovată, din piața de lângă Biserica Neagră.

## Prezent
Din anul 2003 există un parteneriat cu Gimnaziul Hans und Sophie Scholl din Ulm, în cadrul căruia au loc anual schimburi de elevi.

## Absolvenți celebri
- Christian Schesaeus (1535-1585), pastor luteran și scriitor umanist
- Viktor Roth (1874-1936), pastor luteran, istoric, membru de onoare al Academiei Române
- Harald Meschendörfer (1909-1984), grafician
- Georg Scherg (1914-2002), scriitor, condamnat politic în procesul scriitorilor germani